# ArtRave
Az ArtRave (vagy artRAVE) egy kétnapos rendezvény volt, amelyet Lady Gaga amerikai énekesnő 2013. november 10-11. között tartott harmadik stúdióalbumának, az Artpop (2013) promóciós kampányának részeként. A New York-i Brooklyn Navy Yard egyik nagy raktárépületében tartott esemény az album megjelenési partijaként szolgált, és sajtótájékoztatót, valamint koncertet is tartalmazott. A sajtótájékoztatón Gaga leleplezte „a világ első repülő ruháját”", a Volantist, valamint megerősítette, hogy 2015-ben egy űrbéli előadást tervez, és bemutatta Marina Abramović, Inez van Lamsweerde és Vinoodh Matadin, Jeff Koons és Robert Wilson új műveit. A raktár egyik oldalán egy Koons által készített óriási Gaga-szobor, illetve más műalkotások álltak, míg a képernyőkön körben Gaga és Abramović közös fellépéseiről készült videók jelentek meg. Szerepeltek hivatásos artisták, volt DJ-pult, valamint ingyenes étel és ital az összegyűlt tömeg számára.
Az eseményt az American Express szponzorálta volna, azonban az utolsó pillanatban visszaléptek, mivel nem tudtak megegyezni az ArtRave produkciós csapatával. Gaga koncertet is adott, amelyet a Vevo élőben közvetített, majd később a weboldal szindikációs partnerein keresztül újra sugárzott. A számlista az Artpop dalaiból állt. November 11-én a Clear Channel félórás különkiadást sugárzott Album Release Party with Lady Gaga címmel, amelynek házigazdája Ryan Seacrest volt, és amelyet több mint 150 rádióállomás sugárzott az Egyesült Államokban. November 19-én a The CW televíziós különkiadást sugárzott az albumkiadó buli felvételeiből. Az ArtRave általában pozitív kritikákat kapott a kritikusoktól, akik megjegyezték a produkció óriási méreteit, valamint Gaga előadását és lelkesedését; a Volantis bemutatóját azonban kritizálták.

## Háttér és koncepció
Lady Gaga harmadik stúdióalbumának, az Artpopnak a kidolgozása nem sokkal második, Born This Way albumának 2011-es megjelenése után kezdődött. A következő évben Gaga elkezdett együttműködni Fernando Garibay és DJ White Shadow producerekkel. Közben elkezdte bemutatni a számokat a lemezkiadójának, és remélte, hogy 2013 szeptemberére bejelenti az album címét; ez végül egy hónappal korábban került nyilvánosságra. Az énekesnő később azt állította, hogy az Artpop az első „igazi albuma”, önmagát egy „hamvaiból feltámadó főnixhez” hasonlítva, ami azt tükrözi, hogy korábbi próbálkozásaihoz képest fokozott önbizalommal írta az anyagokat az albumra.
Gaga 2013 elején szerződtette Jeff Koonst a projekthez; a páros már három évvel korábban találkozott a Metropolitan Művészeti Múzeum divatrendezvényen, ahol Gaga élőben is fellépett. Koons szerint Gaga „csak úgy megragadott, átölelte a derekam, és azt válaszolta: "Tudod, Jeff, nagy rajongód vagyok, és amikor gyerekkoromban csak a Central Parkban lógtam, a barátaimmal a munkáidról beszélgettem.” Amellett, hogy az Interscope Records 2013 júliusában értesítette a mainstream médiát az Artpop közelgő megjelenéséről, Gaga bejelentette egy multimédiás szoftveralkalmazás terveit, amely „a zenét, a művészetet, a divatot és a technológiát egy új interaktív, világméretű közösséggel kombinálja”.
Egy 2013. július 12-én közzétett nyilvános bejelentésből kiderült, hogy az Artpop megjelenése előtti estére egy ArtRave elnevezésű eseményt terveznek, amelyen olyan projekteket mutatnak be, amelyeken Gaga a kreatív csapatával, a Haus of Gagával, Inez van Lamsweerde és Vinoodh Matadin holland fotós duóval, Robert Wilson avantgárd színházi rendezővel, Marina Abramović performanszművésszel és Koons-szal együttműködve dolgozott. A bejelentéshez használt fotón Gaga a csupasz mellét a karjaival takarja el, az alkarján látható az „Artpop” tetoválása, és a London College of Fashion öregdiákja, Isabell Yalda Hellysaz által tervezett szemellenzőt visel. Egy másik promóciós képen Gaga hosszú barna hajjal, szemüveggel, teljesen meztelenül ül egy alaplapokból összeállított széken, miközben az egyszarvú combtetoválását mutatja.

## Kidolgozás és szponzorok

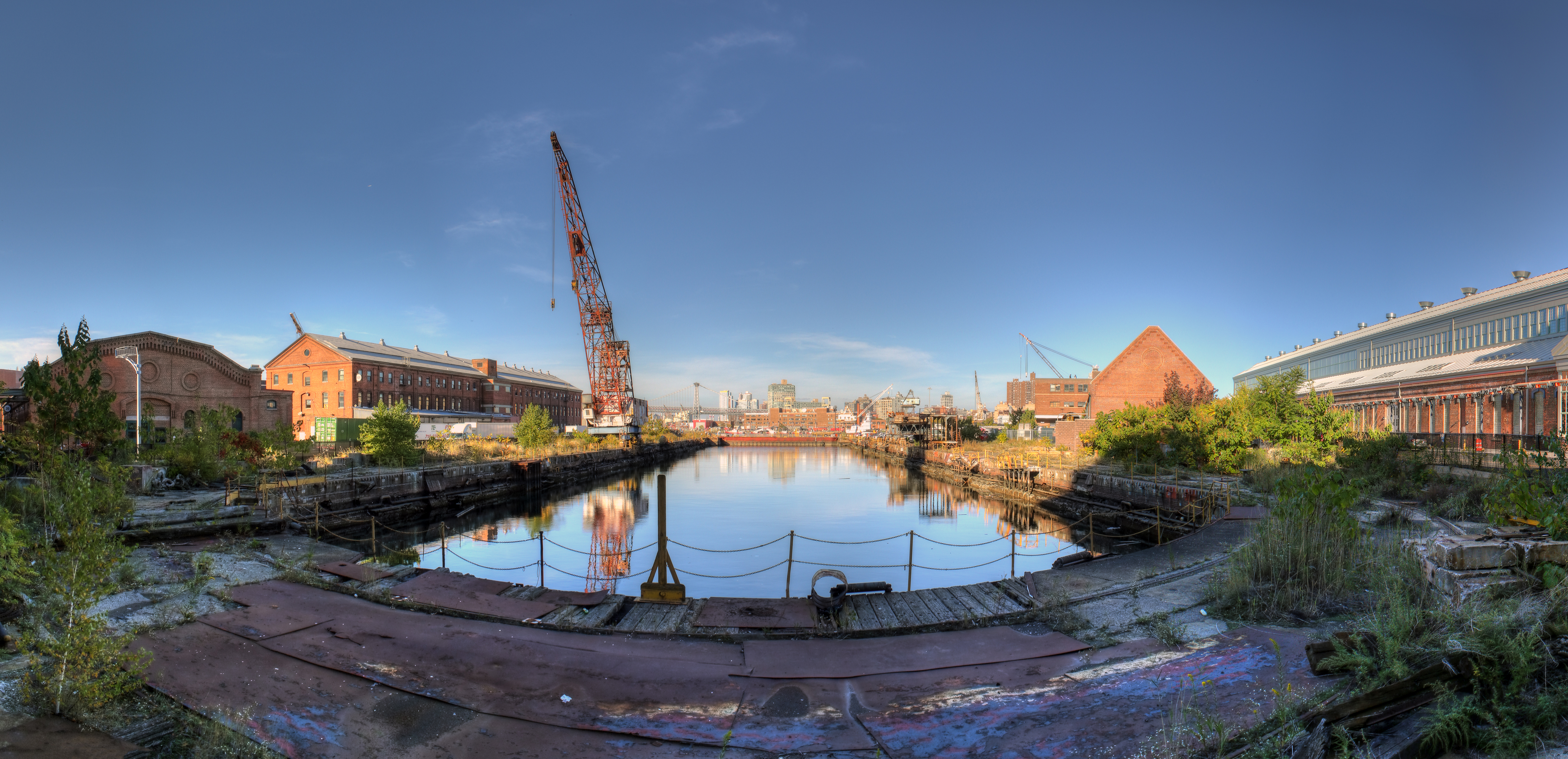
Az ArtRave a Brooklyn Navy Yardban, a Duggal Greenhouse raktérépületben került megrendezésre. (2007-es kép).

Az eseményt az állítólag „szigorúan titkos” Duggal Greenhouse-ban tartották, egy nagy raktárépületben a Brooklyn Navy Yardban, Brooklynban, New Yorkban. Két napon át tartott, egy november 10-i sajtótájékoztatóval kezdődött és 2013. november 11-én reggelig tartott, az album megjelenésének napjáig az Egyesült Államokban. A rendezvény tervezéséért és a produkcióért a New York-i OneNine Design cég volt felelős. Gaga a Roschman Dance csoportot is alkalmazta, hogy fellépjenek a buli és az esemény alatt.
Az udvar belső terét művészeti tárgyakkal és műalkotásokkal szórták tele. Volt egy ételkocsi és egy nyitott bár, az egyik végén pedig egy fehér színpad egy csigalépcsővel. A színpaddal szemben, a terem túloldalán egy óriási szobor állt, amely Gagát ábrázolta meztelenül, a mellét eltakaró kezekkel, melyet Koons készített. Széttárt lábai között Koons jellegzetes kék Tükörgömbje volt elhelyezve; a szobrot lefényképezték, és felhasználták az Artpop album borítójának tervezésénél. A színpad és a Gaga-szobor között négy másik, Koons által készített szobor állt. A területet nagyméretű videoképernyők vették körül, amelyeken Gaga Abramovićcsal (az énekesnő meztelenül botorkál egy erdőben), Inez and Vinoodh-val, valamint Wilsonnal közös munkái voltak láthatóak. A fő tér mellett volt egy mellékterület, ahol Benjamin Rollins Caldwell művész Binary Room nevű művészeti installációja volt látható, amely egy olyan szobából állt, amelynek minden bútorát és padlózatát régi számítógép-alkatrészekből állították össze. Egy másik szobát az Artpop alkalmazás bemutatásának és használatának, valamint a Haus of Gaga által az ArtRave-re készített divatos ruháknak szenteltek. A megfelelő, jövőbe illő egyenruhába öltözött személyzet bemutatta az alkalmazást és annak felhasználási lehetőségeit, beleértve „az aurák olvasásának képességét, animált 3D Gifek létrehozását és Gaga zenéjének remixelését”.
Az ArtRave „extravagáns látványosság” volt a Billboard munkatársa, Andrew Hampp szerint. Ugyanakkor azt is megjegyezte, hogy bár az eseménynek nem voltak szponzorai, Gaga „azon művészek egy kiválasztott csoportjába tartozott, akik határozottan a tech-zenei innovációs térbe dobták be a márkaépítésüket”. 2010-ben a Polaroid Corporation kreatív vezetőjének kinevezett Gaga olyan technikai projektekben vett részt korábbi menedzserével, Troy Carterrel, mint a Backplane; Gaga néhány nappal az ArtRave előtt szakította meg a közös munkát Carterrel. Hampp azonban úgy vélte, hogy a műalkotások és a bemutatott videók explicit jellege megfosztotta Gagát az esemény „nyílt” szponzorálásának lehetőségétől. Elmondta, hogy a Billboard felkereste az American Express (AmEx) három vezetőjét, a céget, amely az ArtRave szponzoraként lett volna jelen, de kreatív nézeteltérések miatt „visszaléptek”. Nem hivatalosan beszélve a vezetők megerősítették, hogy az AmEx a tervek szerint vállalta volna az esemény költségeit. Később bocsánatkérő nyilatkozatot adtak ki:
Az American Express tárgyalásokat folytatott arról, hogy potenciálisan élőben közvetítse Lady Gaga fellépését a vasárnapi ArtRave rendezvényen. Az American Express úgy döntött, hogy nem folytatja az élő közvetítést, mivel nem tudtak közös megegyezésre jutni az esemény lebonyolításáról. Az American Express azonban tiszteletben tartotta a Lady Gaga és csapata felé tett vállalásait, és az esemény az American Express hivatalos szerepe nélkül is lezajlott. Lady Gaga hihetetlen művész, és reméljük, hogy a jövőben együtt dolgozhatunk.

## Sajtótájékoztató
Gaga sajtótájékoztatót tartott, ahol bemutatta a Volantist, egy akkumulátorral működő járművet, amelyet „a világ első repülő ruhájaként” jellemzett. A fehér jármű, amelyet az Entertainment Weekly „lebegő ruhaként” jellemzett, egy központi oszlopot tartalmaz, amelyhez a viselőjét egy biztonsági hevederrel rögzítik, amelyet viszont egy fehér műanyag „ruha” takar. Az oszlopban találhatók az akkumulátorok és egyéb berendezések is. Az oszlop tetejéről hat emelőventilátor-egység van hatszögletű alakzatban az oszlop tetejéről sugárirányban kiinduló karokra szerelve, így az eszköz három láb magasan képes lebegni a föld felett. A ruhát a TechHaus, a Haus of Gaga technológiai részlege tervezte, és két évig tartott az elkészítése.
Gaga a nap folyamán a következő tweeteléssel népszerűsítette a ruhát: "Ma 18 órakor bétateszteljük a Volantist a világgal. Meghívunk titeket a kreatív folyamatunkba a felemelkedésének kezdeti szakaszában". A bemutatóhoz Gaga a fehér űrhajósruhából fekete harisnyára és fekete testpáncélra váltott. Amy Phillips, a Pitchfork Media munkatársa szerint „[Volantis] életre kelt, és néhány métert előrebukdácsolt, lebegve. Aztán ugyanezt tette, hátrafelé. Aztán megállt. Ennyi volt.” Hampp arról számolt be, hogy „az egyik résztvevő becsmérlően úgy hivatkozott [rá], mint egy »Zamboni ventilátorokkal«.” Gaga megjegyezte, hogy a ruha „talán egy kis lépés volt a Volantis számára... de egy nagy lépés” számára. Az énekesnő azt is bejelentette, hogy tervezi az első zenei előadás megrendezését az űrből, miután korábbi hírek szerint énekelni fog a Zero G Colonyban, egy zenei fesztiválon, amelyet az új-mexikói Spaceport Americában terveztek 2015-ben. A koncertet később törölték, amikor a projekt tesztrepülése lezuhant.

## Koncert és közvetítés

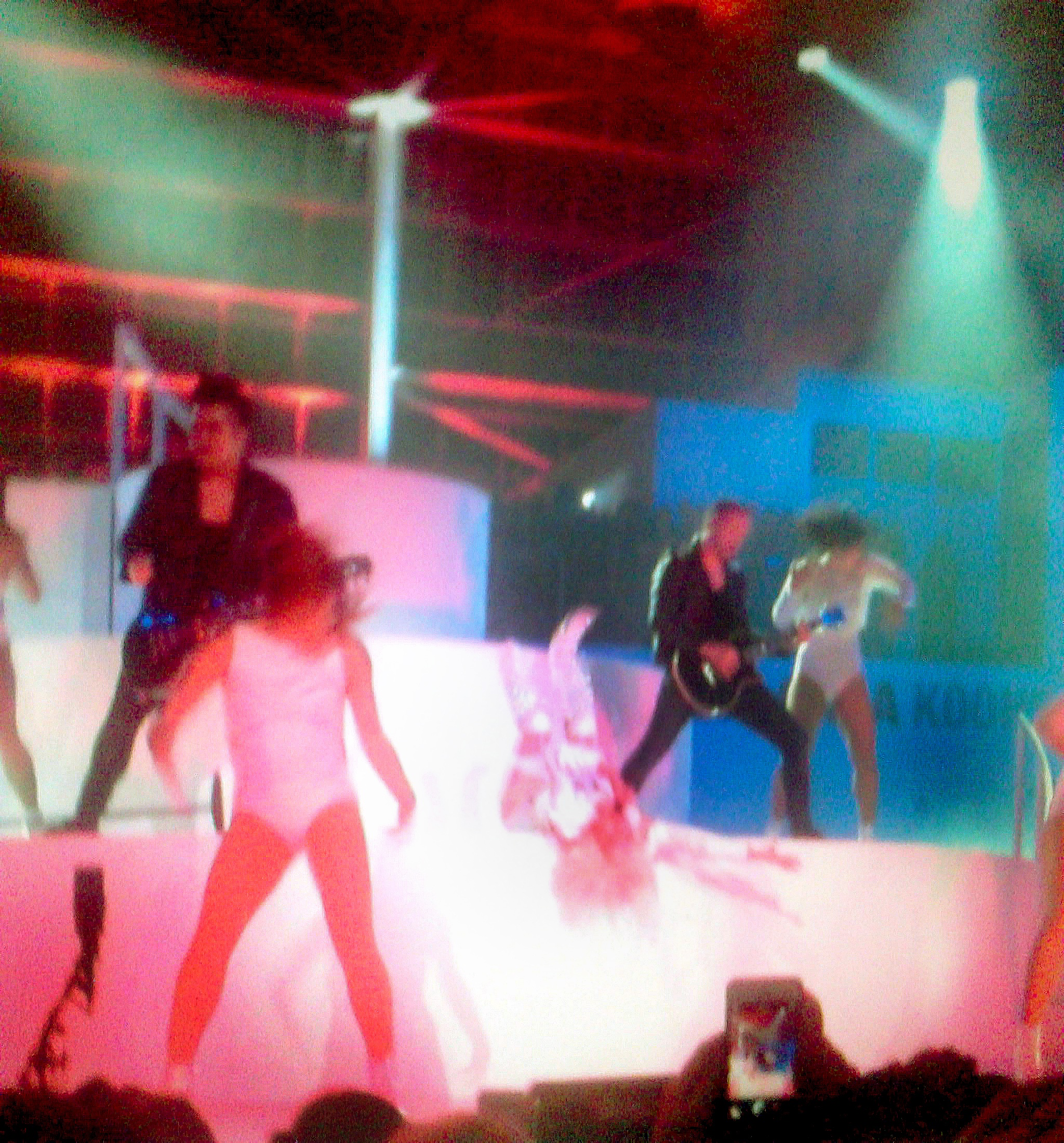
Gaga fellépése az ArtRave-en

A sajtótájékoztatót követően Gaga élőben közvetített koncertet adott, amelyen az Artpop dalait adta elő. 00:45-kor jelent meg, több mint egy órával a várt kezdési időpontja (23:30) után. A késés okaként a Vevo zenei videós weboldal forgalmának túlterheltségét jelölték meg, amely kizárólagos joggal rendelkezett az esemény koncertrészének közvetítésére. Az oldal összeomlását követően Gaga a következőket tweetelte: „Dolgozunk a Livestream javításán, sok a forgalom. Ha a Vevo nem működik a területeken, ne féljetek, közzétesszük a videót”. Ezt követően a rajongóiról posztolt:„ Csak kis szörnyek tudják összeomlasztani a Vevót”. Az élő adás elérhető volt on-demand a különböző Vevo platformokon keresztül az alábbi országokban: Egyesült Államok, Ausztrália, Brazília, Kanada, Franciaország, Németország, Írország, Olaszország, Hollandia, Új-Zéland, Lengyelország, Spanyolország és az Egyesült Királyság. Közvetlenül a november 10-én 23:30-kor kezdődő első közvetítést követően 48 órán keresztül folyamatosan újra sugározták az eseményt.
A hivatalos koncert előtt Madeon, White Shadow és Lady Starlight játszottak a közönségnek. A koncert azzal kezdődött, hogy Gaga két dalt adott elő, kezdve az Aurával, majd az Artpoppal. Ezután a Venust adta elő, majd a Manicure és a Sexxx Dreams koreografált előadása következett. Ezután élő zenekarral adta elő a Gypsy-t és a Dope-ot. Az Applause és a Do What U Want szolgáltak ráadásként; az utóbbi dalból R. Kelly éneke felvételről szólalt meg. Koons Gagát ábrázoló szobra szolgált háttérként. A színpad és a fellépők jelmezei egyszínű fehérek voltak. Gaga egy „bohócszerű” fehér maszkot viselt fekete-fehér bójákkal, amelyet Gareth Pugh tervezett a 2007-es tavaszi/nyári kollekciójához, és amely az a ruhája volt, amely híressé tette őt. Az este folyamán Gaga számos jelmezváltást is végrehajtott, többek között az Applause előadása alatt három ruhát is viselt.
November 11-én a Clear Channel egy félórás különkiadást sugárzott Album Release Party with Lady Gaga címmel, amelynek házigazdája Ryan Seacrest volt, és amely több mint 150 rádióállomáson volt elérhető az Egyesült Államokban. November 14-től kezdve a Vevo szindikációs partnerein, köztük a YouTube-on keresztül elérhető volt a video on demand hozzáférés. A The CW november 19-én egy televíziós különkiadást sugárzott az album megjelenési partijának felvételeiből.

## A kritikusok értékelései

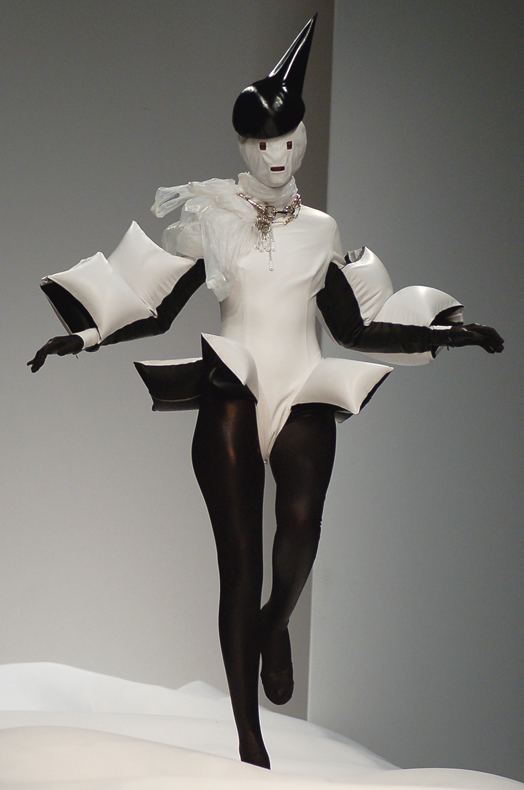
Gaga ruháját, melyet a nyitódal alatt viselt, Gareth Pugh tervezte,. Marisa G. Muller a Rolling Stone-tól a Michelin Manhez, a Michelin gumiabroncsgyártó cég szimbólumához hasonlította a ruhát.

Amy Phillips, a Pitchfork Media munkatársa elismerően nyilatkozott Gaga előadásáról, mondván, hogy „elképesztő volt, mint mindig – mesterkurzus a túlzásba vitt színjátékban, a nemek meghajlításában és a pimasz szórakozásban.... De ez szinte mellékes volt. Az egész Gaga-gépezet, az egész Gaga-világ, amelyben elmerültünk – ez volt a lényeg. Lenyűgöző volt, mindent felemésztett. Olyasmi, amiről még a legjobb albumpromó-ciklusok is csak álmodnak.” Phillips azon tűnődött, hogyan lesz képes Gaga „felülmúlni” az ArtRave eseményt, és úgy sorolta fel, mint egy előadó albumkiadási ciklusának példátlan promóciós eszközét. A Billboard munkatársai, Andrew Hampp és Jason Lipshutz Gaga öltözékét Jack Box, a Jack in the Box kabalájának „bizarr” változatához hasonlították, és azt írták, hogy az előadás playbackelt része „inkább pop art, mint művészi popzene”. Hampp és Lipshutz így foglalta össze élményeiket: „Még ha az 'ARTPOP' élő show még egy kis bütykölésre szorul is, hogy teljesen magával ragadjon, Lady Gaga vasárnap este megmutatta, hogy tudja, hogyan kell az alacsony művészetet és a magas művészetet egy buliban egyesíteni.” Michael Baggs a Gigwise-tól a koncertet „gyérnek, de lenyűgözőnek” jellemezte, és azt írta, hogy Gaga „tágra nyílt szemmel és kissé mániákusan... de élő énekkel és egy rendkívül energikus előadással nyűgözött le”.
A Rolling Stone-ban Marisa G. Muller megjegyezte, hogy Gaga egész este folyamatosan beszélt a művészekről és az eseményen részt vevő személyzetről, és „[annak ellenére], hogy több mint egy órát késett, Gaga különlegesnek éreztette a kis szörnyekből álló, szűk közönségét... Józanul Gaga még mindig a maga nem evilági csúcsán volt.” David Drake a Complex-től úgy találta, hogy az ArtRave elég nagy produkció volt, de mint minden, amit Gaga csinál, ő is úgy találta, hogy „az igényesség és a giccs, a mélység és a felszínesség, a megfontolt és az impulzív, és sok más ellentmondás keveréke volt, ami elgondolkodtat a filozófia, az élet és a művészet természetéről”. Pozitív kritikát adott a főműsorról, dicsérte a hangosítást, a Gypsy és a Do What U Want előadását, és levezette, hogy: „Talán ez a fajta ambíció a zene jövője, legalábbis a művészek egy bizonyos fajtája számára. Bár az Artpop önmagában nem hangzik retrónak, Lady Gaga projektje egészében véve mégis úgy tűnik, mintha arra a gondolatra reagálna, hogy ami a zenét illeti, nincs új a nap alatt.”
Carl Swansont a New York magazintól lenyűgözte az ArtRave, a Volantis kiállításától kezdve a tényleges parti területéig, és hozzátette, hogy „[a] rendezvény, amelyet leginkább Gaga kamerái és a lázasan instagramozó vendégek kamerái számára rendeztek meg, meglepően jól szervezett volt valami ilyen nyilvánvalóan nehéz dologhoz képest. Az ötlet egyértelműen az volt, hogy az egészet kézben tartsák.” Azonban észrevett egy kis „sebezhetőséget” Gagán, ahogy a színpadon fellépett. Swanson „a halandzsa határát súroló zagyvaságnak” minősítette Gaga Koonsról és az együttműködésükről szóló előadásait, hozzátéve, hogy: „Ez kevésbé együttműködés, mint inkább az az érzés, hogy valami nála nagyobb dologhoz akarja magát kötni, valami kevésbé mulandóhoz, mint a pop, vagy talán csak valamihez, amivel megfékezheti magát, mielőtt teljesen kialszik, mint egy hashtag a szélben.” Kia Makarechi a Huffington Posttól kritizálta azt az elképzelést, miszerint Gagának át kellett gázolnia a tömegen, hogy elérje a színpadot, de azt írta, hogy „[a]mihelyt azonban Gaga színpadra lépett, szinte minden feledésbe merült. Az énekesnő lenyűgöző elkötelezettséggel dolgozta fel az új albumot a furcsaságok iránt.” Nick Murray a Spin magazintól kritizálta a Volantis „alulmúlhatatlan bemutatóját”, és úgy találta, hogy Gaga elképzelései arról, hogy az albummal és a technológiával „megváltoztatja a világot”, „egyszerre voltak szárazak és nevetségesek, homályosan utópisztikusak, de túlságosan bíznak a technológia felszabadító erejében, és amikor az egész kezdett egyre inkább bohózatnak tűnni, [Gaga] ravaszul kifejtette, hogy azon túl, hogy a Volantis valaha tömeggyártásra kerül-e, 'a fontos dolog a lehetőségekről szól”.

## Dallista
1. Aura
2. Artpop
3. Venus
4. Manicure
5. Sexxx Dreams
6. Gypsy
7. Dope

Záródal
1. Applause
2. Do What U Want

Forrás:

## Fordítás
Ez a szócikk részben vagy egészben  az   ArtRave című angol Wikipédia-szócikk fordításán alapul.  Az eredeti cikk szerkesztőit annak laptörténete sorolja fel. Ez a jelzés csupán a megfogalmazás eredetét és a szerzői jogokat jelzi, nem szolgál a cikkben szereplő információk forrásmegjelöléseként.